# Стана Динић Скочајић
Стана Динић Скочајић (Струмица, 20. октобар 1951) српска је књижевница која се бави писањем поезије и прозе и истакнути је радник у области културног живота града Ниша.

## Биографија
Рођена је у Струмици (Македонија). Живела у Ковину, Белој Цркви, Београду, Књажевцу. Основну школу, гимназију и Вишу педагошку школу – Српскохрватски језик и југословенска књижевност, завршила у Нишу. У Београду је студирала Српскохрватски језик и југословенску књижевност на Филолошком факултету. Пише прозу и поезију. Радила на радију и на телевизији. Заједно са Зораном Пешићем Сигмом покренула је часопис за уметничку критику Нишки аналитичар. Као уметнички директор Књижевне колоније „Сићево“ уредила и водила бројне округле столове, тематске расправе и уређивала комплетан програм колоније. Аутор је одрживог пројекта Дани Стевана Сремца и покретач Награде Стеван Сремац, која се додељује за најбољу књигу прича или роман. У часопису Градина уређивала је прозу. У више наврата била је чланица неколико жирија за доделу угледних књижевних награда (Награде Бранко Миљковић, Награде Стеван Сремац, Награде Рамонда Сербика). Уређивала је Књижевни програм у Нишком културном центру.
Њене песме и приче заступљене су у бројним антологијама, од којих је најновија Антологија српских песника (ауторке су: Дубравка Ђурић и Биљана Обрадовић), под насловом Мачке сликари, недавно објављена у Америци, са поговором водећег америчког песника Чарлса Бернстина.
Превођена на енглески , руски, шпански, италијански, бугарски и македонски језик.
Чланица је Српског књижевног друштва.
Живи у Нишу.

## Награде
Награђивана за појединачне приче.
- Крајем 2016. године уручена јој је Награда „Милица Стојадиновић Српкиња” за књигу песама Теглице за бубице.[3]
- На конкурсу 2017. који расписује Друштво књижевника и књижевних преводилаца Ниша, овенчана Наградом Славиша Николин Живковић за рукопис збирке прича И нека ми после неко каже.[4]